# David Gates (écrivain)
Pour les articles homonymes, voir Gates.
Œuvres principales
- Jernigan

David Gates, né le 8 janvier 1947 à Middletown dans le Connecticut, est un écrivain américain.

## Œuvres

### Romans
- Jernigan, Éditions de l'Olivier, 1993 ((en) Jernigan, 1991)
- Preston Falls, Éditions de l'Olivier, 2002 ((en) Preston Falls, 1998)

### Recueils de nouvelles
- Les Merveilles du monde invisible, Éditions de l'Olivier, 2005 ((en) The Wonders of the Invisible World, 1999)